# Lorena Rojas
Lorena Rojas (născută Seydi Lorena Rojas Gonzalez pe 10 februarie 1971- decedata la 16 februarie 2015) a fost o actriță și o cântăreață mexicană, o compozitoare și o foarte cunoscută actriță pentru telenovelele sale.

## Filmografie
- Rosario(2012) - Priscila
- Mujeres (2010) – Silvia Ortiz
- Pecados Ajenos (2007–2008) – Natalia Ruiz Mercenario
- El Cuerpo del Deseo (2005) – Isabel Arroyo de Donoso
- Zapata (2004) – Rosa Escandón
- Ladrón de corazones (2003) – Verónica Vega
- Lo que callamos las mujeres (2001) – Diana
- Como en el cine (2001) – Isabel
- Corazones rotos (2001) – Teresa
- El Candidato (1999) – Beatriz Manrique
- Tentaciones (1998) – Julia Muñóz
- Azul tequila (1998) – Catalina
- El alma no tiene color (1997) – Ana Luisa Roldán de Del Alamo
- Canción de amor (1996) – Ana
- Morena (1995) – Daniela
- Me tengo que casar/Papá soltero (1995)
- Bajo un mismo rostro (1995) – Carolina
- La Quebradita (1994) – Rita
- Buscando el paraíso (1994) – Lolita
- El Triste juego del amor (1993) – Teresa
- Más que alcanzar una estrella (1992) – Paulina
- Baila conmigo (1992)
- Alcanzar una estrella II (1991) – Sara
- Alcanzar una estrella (1990) – Sara

## Discografie
- „Como Yo No Hay Ninguna” (Azteca Music, 2001)
- „Deseo” (Big Moon Records, 2006)